# When You Dish Upon a Star
«When You Dish Upon a Star» (рус. Когда ты захочешь стать выше звезд) — пятый эпизод десятого сезона мультсериала Симпсоны. Впервые вышел в эфир 8 ноября 1998 года. Сценарий написал Ричард Эйпл, а режиссёром серии стал Пит Мичелс. Это последняя серия с производственным кодом 5Fхх. Со следующей серии до нашего времени код будет хABFуу.

## Сюжет
Симпсоны едут отдыхать на Спрингфилдское озеро. Едва выехав из дома, они чуть не застревают в огромной пробке на шоссе. Тогда Гомер сворачивает на соседнее поле и прокладывает себе дорогу в зарослях кукурузы. Проехав поле, Симпсоны обнаруживают фешенебельный особняк на отшибе, и  гадают,кто бы мог обитать здесь, "вдали от цивилизации". На озере Гомер,  успевший заложить за галстук, летит на парашюте, привязанном веревкой к катеру.  В неистовом восторге от полета он  требует вознести его как можно выше,и Мардж послушно дает полный газ, пока мотор не воспламеняется и огонь не перекидывается на веревку. Отца семейства отрывает от катера и уносит куда-то в сторону. Он стремительно снижается,  парашют застревает в дереве, ремни лопаются, и Симпсон с диким воем валится на тот самый особняк, пробив его стеклянную крышу. Падает же он на кровать, где в это время мирно почивали голливудские звезды Ким Бесинджер и Алек Болдуин,которого толстяк едва не расплющил своим весом. Они знакомятся. Гомер с удивлением спрашивает, что такие "великие звезды" делают в Спрингфилде. Алек и Ким признались, что поселились здесь, поскольку сыты по горло фанатами, которые буквально не дают им прохода.  В Спрингфилде же они живут инкогнито, никто и не подозревает, что они здесь. Но  "отшельники" терпят нужду в самом необходимом, так как никуда не выходят, а прислугу они не держат. И тогда Гомер,не задумываясь, предлагает хозяевам свою помощь,  просит их не отказаться от его услуг-ведь ему бесконечно лестно общение с "суперстар". Они поначалу колеблются, но рассудив, что долго так продолжаться не может, они соглашаются, но прежде всего требуют, чтобы Гомер держал язык за зубами, что он и обещает. Симпсон оказывается настолько расторопным помощником , что благодарные Ким и Алек проникаются к нему полным доверием. Вскоре  к компании присоединяется кинорежиссёр Рон Говард. Гомер прекрасно проводит время с этой троицей и очень горд тем, что "великие звезды считают его своим другом". Но мало-помалу он,естественно,  начинает тяготиться своей тайной и его так и подмывает похвастаться перед приятелями этой сенсационной новостью. И вот однажды в излюбенном Гомеровом кабачке "У Мо" , трактирщик  Мо ошеломляет своих простоватых завсегдатаев рассказом о том, какая ему выпала редкая удача: на улице он видел ведущего "Шестого канала" Кента Брокмана. Все шумно его поздравляют  и только Гомер презрительно фыркает. Его немедля осаждают расспросами: может он знает кого покруче Брокмана? Однако Гомер связан честным словом и поначалу только повторяет, что он поклялся и не может им рассказать. Тогда все гогчут и  обзывают его вралем. Тут чаша терпения переполняется, и Симпсон, умоляя всех сохранить его тайну лучше, чем он, выложил всё, как на духу. Последствия не заставили себя долго ждать. На следующий день огромная толпа поклонников и репортеров,сопровождаемая вертолетами, нагрянула к особняку Ким и Алека,пока хозяева с гостями играли в бадминтон , и взяла его в осаду. Подозрение сразу же пало на Гомера. Он повинился и стал оправдываться,говоря, что не хотел им навредить, просто, его снедало желание козырнуть перед собутыльниками рассказами о своей дружбе с голливудскими звездами, о чем те и мечать не смели. "Я всего лишь хотел погреться в лучах вашей славы",-чуть  не плачет бедняга, но его словами"Гомер, больше мы друзьями не будем" изгоняют из рая.  Гомер, обозлившись на "неблагодарных" , в отместку устраивает для жителей Спрингфилда «Музей голливудских дураков» в фургончике,который он пригнал к особняку. В "Музее" он демонстрирует желающим такие "экспонаты", как предметы личного обихода Алека, Ким и Говарда, рассказывая о бывших друзьях всяческие мерзости. Посетители возмущаются его бесцеремонным отношением к их идолам. Тогда он заявляет, что звезды им, зрителям, должны по гроб жизни: "Когда в последний раз Барбара Стрейзанд убиралась у тебя в гараже?! Когда она в последний раз раз платила за тебя налоги?! Я тебе скажу: Барбара Стрейзанд платит налоги за Барбару Стрейзанд!" И все в таком духе. А тем временем, пока Гомер смешивает их с грязью, Ким и Алек, не подозревавшие об этом, решают простить Гомера и даже снять фильм по его сценарию (который обнаружил на своей кровати Алек). Но зрелище представившееся им так их рассердило,что они мгновенно забыли о своем намерении:  Гомер, приложив  бюсгалтер Бесингер к груди и томно закатив глаза, пародировал ее на потеху зевакам. Увидив измленных Ким и Алека, он бросается в машину и удирает. Звезды устремляются в погоню. Поровнявшись с его машиной, они один за другим пытаются запрыгнуть на фургон. Алеку это удается, но он срывается. Та же участь постигает Говарда. В конце концов Гомер тормозит, испугавшись угроз Бессингер, которая повисла на фургоне, ухватившись за боковое зеркало. По приговору суда Гомеру запрещают приближаться "к живой или мертвой звезде" на расстояние 500 миль. Тогда он немедленно набирает номер (так как звонить ему не запрещено) старушки с "Титаника" и обзывает ее дурой, заливаясь глупым смехом. Спустя месяц Рон Ховард пытается продать продюсеру сценарий Гомера "Терминайзер. Эротический триллер" про космическое путешествие пирога. Ему удается сбагрить этот сценарий, тогда как его собственный забраковали. Говард получает по мешочку с долларами и под восклицание продюсера "Рон,ты снова на коне!" торжествующе поднимает их над головой.